# Tina Kraus
Tina Kraus (* 22. August 1979 als Christina Schröder in Thuine) ist eine deutsche Fernsehmoderatorin, Journalistin und Reporterin.

## Leben
Kraus studierte Germanistik, Spanisch und Italienisch an der Universität zu Köln. Begleitet von Auslandsaufenthalten in Spanien, einem Auslandssemester in Italien und einem Stipendium des Italienischen Kulturinstituts für Perugia schloss sie das Studium 2008 zur Philologin (M.A.) in Romanistik und Germanistik ab.
2009/2010 absolvierte Tina Kraus die RTL-Journalistenschule
in Köln. Zur Ausbildung gehörten eine Auslandsstation bei SBS Radio in Melbourne (Australien) sowie Bildungsreisen nach Washington, New York, Brüssel und Berlin. Berufsbegleitend führte sie 2014/15 über den SWR eine zusätzliche Ausbildung zur Moderatorin am Institut für Moderation der Hochschule der Medien (HdM) in Stuttgart durch.
Ihre fernsehjournalistische Karriere begann Kraus im 1. Studiensemester 2001 im Regionalprogramm von RTL. Nach studienbegleitender Arbeit bei RTL und der ARD setzte sie nach dem Abschluss der RTL-Journalistenschule ihre Karriere 2010 beim WDR fort, arbeitete zunächst als Redakteurin bei der Lokalzeit Köln und als Autorin bei der Aktuellen Stunde (WDR Düsseldorf). Von 2011 bis 2013 moderierte sie bei n-tv in den n-tv News und bei RTL Television in den Sendungen Punkt 6 und Punkt 9 (heute: Guten Morgen Deutschland) das Wetter. Außerdem moderierte sie 2012 für RTL Punkt 12 und die Wochenserie Traumhaus.
Von 2013 bis 2018 war Tina Kraus für die SWR-Sportredaktion tätig und moderierte Sport am Samstag sowie SWR Sport Extra-Sendungen. Als Reporterin berichtete sie 2015 erstmals für die ARD in der Sendung Sportschau Live von der DTM. Seit Juni 2017 steht die TV-Journalistin überwiegend für das WDR-Fernsehen vor der Kamera. Sie moderiert eine Rubrik in der WDR-Nachmittagssendung und steht als Reporterin vor der Kamera für Hier & heute und die Lokalzeit des WDR in Düsseldorf.

## Privat
Tina Kraus ist seit 2010 mit dem ehemaligen Säbelfechter Christian Kraus verheiratet. Ihr Schwager ist der Profi-Handballer Mimi Kraus, ihre Schwägerin die Influencerin Bella Kraus.